# Rivière Mistassini (Franquelin)
Pour les articles homonymes, voir Mistassini.
La rivière Mistassini est un affluent de la rive nord de l'Estuaire du Saint-Laurent, coulant dans la municipalité de Franquelin, dans la municipalité régionale de comté (MRC) Manicouagan, dans la région administrative de la Côte-Nord, au Québec, au Canada.

## Géographie
Le bassin versant de la rivière Mistassini est situé entre les bassins des rivières Franquelin (côté est) et aux Anglais (côté ouest).
Le lac Mistassini est le principal lac de tête de la rivière Mistassini. Son embouchure située au sud-est du lac, se déverse dans une décharge pour rejoindre le lac Bourdon. Puis les eaux de la rivière traversent les lacs Barron et Montreuil. Puis la rivière traverse sous les ponts du chemin de fer et de la route 138 qui longent le littoral du fleuve Saint-Laurent. Juste au sud de la route 138, la rivière reçoit les eaux de la décharge du lac Nord-Ouest. Puis, la rivière se déverse dans la baie à Guy sur la rive-nord de l'Estuaire du Saint-Laurent. La Pointe Mistassini est située à l'est de cette baie. L'embouchure de la rivière est située à 19 km à l'est du centre-ville de Baie-Comeau, à 4 km à l'ouest de l'embouchure de la rivière Franquelin et à 27,5 km à l'ouest de l'embouchure de la rivière Godbout.
Le parcours de la rivière est surtout axé vers le sud-est. Un segment du parcours de la rivière coule en parallèle (du côté sud) à la rivière Franquelin Branche-Ouest. À partir de son embouchure, en remontant le courant, un segment d'environ 9,3 km de la rivière est administré par la zec des Rivières-Godbout-et-Mistassini.

## Toponymie
Dans le « Journal en l'année 1731 » de Louis Aubert de Lachesnaye [retranscription de Serge Goudreau], la graphie de la rivière figure sous les formes de « Riviere Mistanicy » (« Du havre S[ain]t Pencra a la riviere Mistanicy [«mistanicy» dans le manuscrit], il y a une lieuë » [11 juillet 1731]) et de «Riviere Mistaciny» (« Dans cette bature [battures de Manicouagan], il court un petit ruisseau que l'on nomme la riviere Mistaciny [«mistaciny» dans le manuscrit] dont l'entrée est nord et sud » [31 juillet 1731]). « Mistassini River » (« Franquelin 1902 à 1950 », Bob Rooney, 1998, pages 364-365). Le club américain mentionné ci-dessus était un club de pêche au saumon appelé « Weymahegan Salmon Fishing Club » ou plus populairement « Club de pêche Mistassini » (Ibid. page 318). Finalement, ce club a déménagé plus au nord ; et il est devenu le club Weymahigan par la suite.
Le toponyme Rivière Mistassini a été officialisé le 5 décembre 1968 à la Banque des noms de lieux de la Commission de toponymie du Québec.